# ماجراهای آغاز شب
ماجراهای آغاز شب نام یک کتاب ادبی است که توسط اشتفان تسوایگ، نویسندهٔ اهل اتریش نوشته شده‌است.